# Chêne de la Vierge à Viroflay
Le Chêne de la Vierge à Viroflay est un arbre consacré, plusieurs fois centenaire. C'est un lieu de pèlerinage depuis une épidémie de choléra au XIXe siècle. Il ne doit pas être confondu avec le Chêne des Missions qui se trouve dans la même forêt.

## Situation
Il se trouve à l'angle de la route du Pavé-de-Meudon et de la rue du Chêne-de-la-Vierge. Il était autrefois situé sur le territoire de Chaville avant que les limites des communes soient modifiées.

## Historique

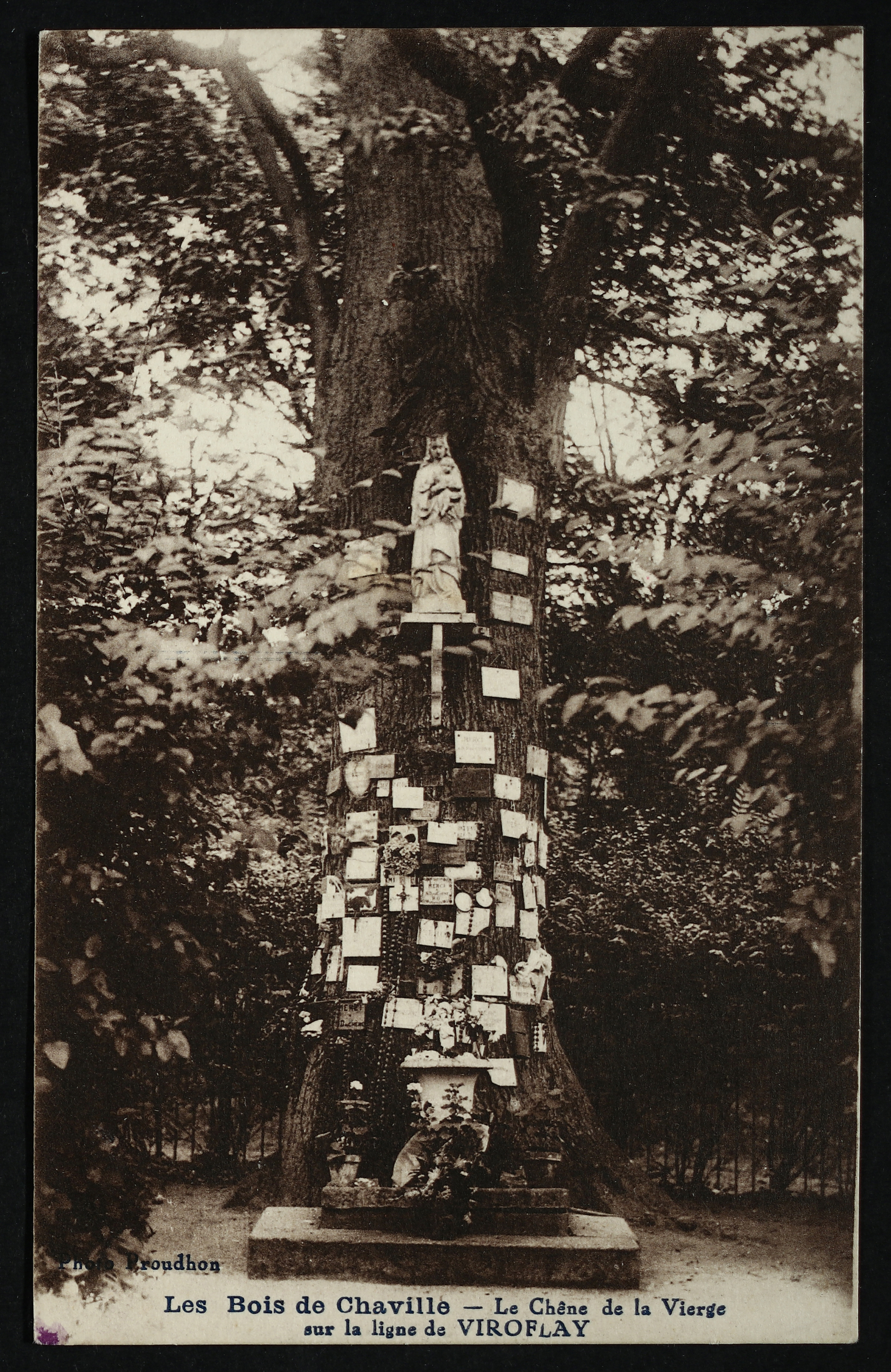
Le Chêne de la Vierge sur la ligne de Viroflay, vers 1910.

Cet arbre était déjà l'objet d'une vénération locale car dans les années 1850, des aspirants y fixèrent une niche contenant une statuette de la Vierge sous le nom de « Notre Dame des aspirants missionnaires ».
Or, en 1852 puis 1859, lors de la troisième pandémie de choléra, cette maladie se répand à Viroflay, faisant des dizaines de victimes. À l'appel du curé, les prières des fidèles furent suivies de la fin de l'épidémie. La paroisse fut alors consacrée à Notre-Dame du Chêne, et des processions régulièrement organisées à la Fête-Dieu.
Une statue de pierre, copie d'une statue de la cathédrale de Chartres, sera installée en 1881, mais le 26 juillet suivant, la tête de la Vierge est brisée à coup de pierres. Restaurée à la demande du curé Moilon, elle est alors placée dans l'église Saint-Eustache, et remplacée par une statue en fonte, offerte par un membre de la famille du fondeur Antoine Durenne.
En juin 1903, le ministère de l'Intérieur interdit les processions de la Fête-Dieu. Cependant, une procession y est organisée le 15 août 1914.

## Description
C'est un chêne pédonculé, antérieur à 1800 . Des calculs basés sur son diamètre estiment sa naissance vers 1506.
Il figure sur les armes de la ville de Viroflay et a été honoré par le Label national « Arbres remarquables de France » en 2002.
Couvert d'ex-voto, il est toujours l'objet de la dévotion des fidèles,. Des processions y eurent lieu jusque dans les années 1960.
Il est considéré par certains guérisseurs comme un arbre à clous ou arbre à loques,,.